# Erik Nieuwenhuis
Erik Nieuwenhuis is een Nederlands schrijver. In 2010 verscheen bij uitgeverij Nieuw Amsterdam zijn debuutroman Een gat in de lucht. Deze roman was een van de drie genomineerden voor de Academica Literatuurprijs 2012. In 2012 verscheen de tweede roman van Nieuwenhuis, Man van de wereld, bij uitgeverij Thomas Rap.
In de jaren 90 verschenen verhalen van Nieuwenhuis in literaire tijdschriften als Millennium, Maatstaf en Schrijver & Caravan, waarvan hij ook een van de oprichters was. In 1995 ontving Nieuwenhuis het Hendrik de Vries-stipendium voor een selectie uit zijn verhalen. In 2016 werd hem het Belcampo Stipendium toegekend.
In 2010 publiceerde uitgeverij AFDH de bundel Woordsoep, een bundeling van een aantal columns van de website "woordsoep". 
Verder werkte hij mee aan het boek Motorrrraria (uitgeverij AFdH). Hij schrijft literaire columns op de website van het tijdschrift Tzum en ultrakorte verhaaltjes voor Torpedo Magazine.
Nieuwenhuis schreef diverse reisgidsen, onder meer voor de ANWB.
Erik Nieuwenhuis heeft twee zoons.

## Boeken
- 2010 - Woordsoep: vrolijk dwalen in de Dikke van Dale, columns
- 2010 - Een gat in de lucht, roman
- 2012 - Man van de wereld, roman
- 2014 - Huis van Bewaring, columns
- 2016 - Ben, roman
- 2016 - Bloedend hart - Een leven in vijftig Nederlandstalige hits, columns
- 2017 - Ergens op het eind, novelle
- 2019 - Niemand vertelt je hier ooit wat, roman
- 2022 - De voordelen van Sint Barbara, roman